# Балладина
Balladyna (2009) — польско-американский фильм, режиссёр Дариуш Зависьляк. Источником вдохновения для фильма была драма Юлиуша Словацкого Balladyna.

## В ролях
- Фэй Данауэй — психоаналитик Эш
- Соня Бохосевич — Балладина/Алина
- Мирослав Бака — Кирк
- Рафаэл Цешин — Крис
- Владислав Ковальский — отец
- Славомир Ожеховский — детектив Риббе
- Stephen Friedman — г-н Лоттер
- Тадеуш Боровский — доктор
- Магдалена Гурска — доктор лаборатории

## О фильме
Это первый фильм, который был вдохновлён драмой Balladyna Юлиуша Словацкого, реализованный в Варшаве и Нью-Йорке. Съёмка для режиссёра Дариуша Зависьляка началась в 2008 году и закончилась в 2009 году. Премьера фильма состоялась в 200-летие рождения Юлиуша Словацкого — 4 сентября 2009 года во Вроцлаве (Польша), и более чем в 30 странах мира.

## Сюжет
Фильм снят по мотивам одной из драм эпохи романтизма — Balladyna, написанной в Женеве в 1834 году (и опубликованой впервые в Париже в 1839) поэтом и драматургом Юлиушем Словацким. В драме использованы мотивы произведений Уильяма Шекспира: «Король Лир», «Сон в летнюю ночь» и «Макбет», но Балладина является оригинальным романтическим произведением. Время действия: период становления Польши. Король Попель лишён власти узурпатором. Князь Киркор стремиться восстановить верховенство короля Попеля. Королева озера Гопло и эльфы. Две красивых сестры, одна хорошая, другая плохая. Балладина, любящая власть, получает её через ряд преступлений, включая убийство своей сестры Алины, которая могла стать женой Киркора в результате придуманного им состязания сестёр в собирании малины. В финале Балладина умирает, поражённая божественной справедливостью.

## Заголовок
Две сестры борются друг с другом за влиятельного человека (Kirk), Балладина убивает в состоянии аффекта свою сестру-близнеца (Алину). Это не конец жестоких убийств Балладины. Джина, муж, любовник, отец — все, кто стоит у Балладины на пути к власти. Балладину, наконец, настигает справедливость…